# Бородастик блакитнобровий
Бородастик блакитнобровий (Psilopogon lagrandieri) — вид дятлоподібних птахів родини бородастикових (Megalaimidae).

## Поширення
Вид поширений в Лаосі, В'єтнамі та на сході Камбоджі. Населяє тропічні та субтропічні вологі ліси.